# Siège d'Almeida (1810)
Pour les articles homonymes, voir Siège d'Almeida.
Guerre d'indépendance espagnole
Batailles
- Astorga (03-1810)
- Ciudad Rodrigo (04-1810)
- Barquilla (07-1810)
- La Côa (07-1810)
- Almeida (07-1810)
- Villagarcia (08-1810)
- Trant
- Fuente de Cantos (09-1810)
- Buçaco (09-1810)
- Torres Vedras
- Pombal (03-1811)
- Redinha (03-1811)
- Condeixa
- Casal Novo (03-1811)
- Foz de Arouce (03-1811)
- Sabugal (04-1811)
- Fuentes de Oñoro (05-1811)
- Almeida  (04-1811)

Le siège d'Almeida a lieu du 25 juillet au 27 août 1810 durant la guerre d'indépendance espagnole. La garnison anglo-portugaise d'Almeida, sous les ordres du colonel (brigadier general) William Cox, est assiégée par les unités françaises du VIe corps d'armée commandé par le maréchal Michel Ney. Un coup chanceux de l'artillerie française fait exploser le dépôt de munitions de la forteresse, affaiblissant sérieusement les défenses de la ville. Devant les réactions hostiles de certains officiers portugais, Cox décide de capituler. La place est livrée aux Français le 28 août. 

## Situation géographique
Almeida est une ville portugaise fortifiée à la frontière avec l’Espagne à une quarantaine de kilomètres de Ciudad Rodrigo. En 1810, elle compte 1 500 habitants. Une partie de la ville se trouve derrière les murailles de la place forte construite durant les guerres de restauration par l'ingénieur français Antoine de Ville. Érigées en 1641 sur le site d'un ancien château médiéval, les fortifications, qui adoptent le système bastionné, dominent un terrain rocheux.  
La forteresse d'Almeida est l'une des plus imposantes du Portugal. Elle est située sur une des plus hautes collines de la région. Censée protéger le pont qui traverse la Côa, la forteresse se situe en fait à 2 km, hors de vue de celui-ci. Au cours des siècles, Almeida a joué un rôle important dans la défense de la frontière.  

## Contexte historique
Dans la lutte de Napoléon Bonaparte contre l'Angleterre et sa tentative d'isolement de l'île, le Portugal représente un obstacle, celui-ci restant fidèle à son ancien allié, et ce malgré les pressions exercées contre lui. Il nomme André Masséna, maréchal prestigieux, pour commander la troisième tentative d'invasion du royaume. Cette invasion voit les 65 000 hommes de Masséna affronter les 50 000 hommes de l’armée de Wellington. 
Située sur la route qui va de Salamanque à Lisbonne, la prise d'Almeida par les troupes de Napoléon, après celle de Ciudad Rodrigo, doit assurer aux troupes françaises la communication avec leur base en Espagne. La Division Légère britannique de Robert Craufurd tente de retarder l'avancée française lors de la bataille de la Côa.  
Ce n'est qu'alors que débute le siège d'Almeida, place forte sous le commandement du général anglais William Cox, par le VIe corps d'armée du maréchal Michel Ney.

## Forces en présence

### Les forces anglo-portugaises
L'intérieur de la forteresse abrite les personnes ayant refusé d'abandonner la ville ainsi qu'une garnison de près de 4 700 hommes sous le commandement du général Cox, officier britannique au service de l'armée portugaise, assumant les fonctions de commandant du 24e régiment d'infanterie. Le second commandant de la garnison (Tenente-Rei) est le colonel Francisco Bernardo da Costa e Almeida. Les forces défensives sont les suivantes :
- 24e régiment d'infanterie – 1 200 hommes
- Régiment de miliciens d'Arganil – 1 000 hommes
- Régiment de miliciens de Trancoso – 1 000 hommes
- Régiment de miliciens de Guarda – 1 000 hommes
- 3 batteries du 4e régiment d'artillerie – 400 hommes
- Escadron du 11e régiment de cavalerie – 61 hommes.

La forteresse d'Almeida dispose de 100 canons, dont 40 de gros calibre (18 livres et plus).

### Les forces françaises
Le siège est effectué par le VIe corps d'armée sous le commandement du maréchal Ney. Le VIe corps comprend 14 000 hommes d'infanterie, 1 000 cavaliers et 1 000 artilleurs ; il dispose de 100 canons (dont 50 pièces d'artillerie faites pour le siège).

## Déroulement du siège de 1810
Après le succès du siège de Ciudad Rodrigo et celui de la bataille de la Côa, l’armée française entame le siège d’Almeida le 25 juillet 1810. Les Français font d'abord parvenir une lettre au gouverneur de la forteresse dans laquelle ils exigent la reddition de la place. Le général Cox refuse et exprime clairement sa volonté de résister le plus longtemps possible.  
Almeida est en effet bien pourvue en vivres et en munitions. Wellington espère que la place résistera au moins jusqu'en septembre, début de l'époque des pluies qui rendent les routes habituellement impraticables. Cela augmentera les difficultés des Français à marcher sur Lisbonne et à se ravitailler. En outre, le temps gagné doit permettre d'avancer la préparation des lignes de Torres Vedras. C'est pourquoi la défense d'Almeida a été si soigneusement préparée.   
La quasi-totalité de la poudre et des munitions est entreposée dans une dépendance, à l'épreuve des bombes, de l'ancien château. À l'exception de quelques fosses et casiers humides situés dans l'un des bastions, il n'existe pas d'autre entrepôt de poudre. Cela signifie que des barils de poudre devront être acheminés sans cesse entre la dépendance du château et les bastions occupés par l'artillerie.  

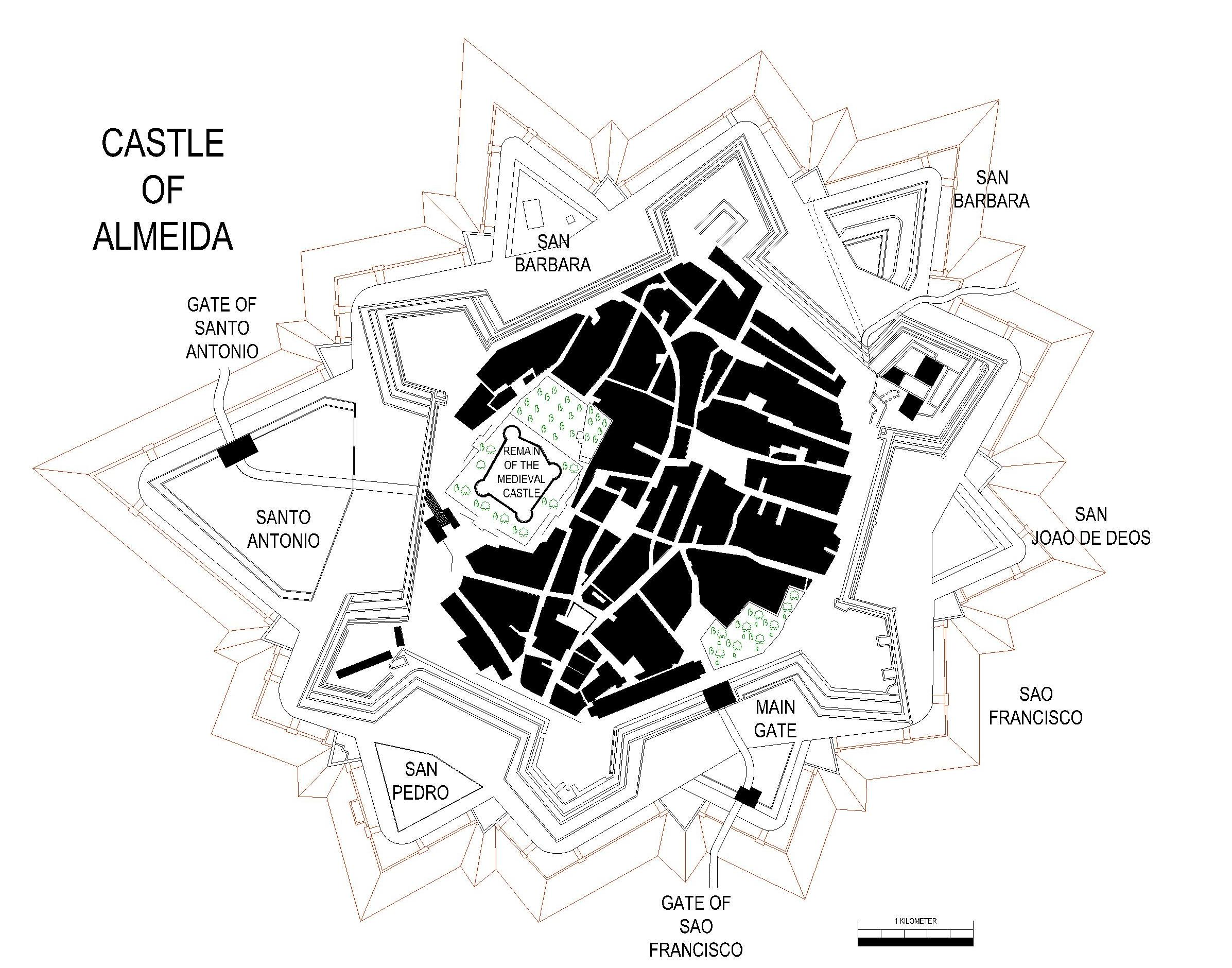
La forteresse d'Almeida.

Les généraux français choisissent le bastion de São Pedro (dans la partie sud-est de la place) qui semble offrir les meilleures conditions pour attaquer. Jusqu'au 15 août, ils espèrent voir arriver de Ciudad Rodrigo l'artillerie lourde, le matériel nécessaire aux travaux du génie ainsi que des munitions et de la poudre, sans quoi il leur sera difficile de conquérir Almeida. 
Une première tranchée est construite à près de 550 mètres du bastion de São Pedro. Des milliers de sacs parviennent de Salamanque pour être remplis de terre. Les tranchées doivent être formées en grande partie à l'aide de ce matériel, la zone étant de nature rocheuse et donc très difficile à creuser. Depuis la forteresse, les défenseurs cherchent à rendre difficiles à l'aide de l'artillerie les travaux préparatifs du siège. Le 24 août, les Français tentent bien de construire une seconde ligne parallèle, mais la puissance de feu de l'artillerie les en empêche. Ce n'est que le 26 août qu'ils parviennent à terminer l'installation de l'artillerie (11 batteries pour un total de plus de 50 bouches à feu) le long de la première ligne.   
Les batteries ouvrent le feu à 6 h le 26 août. Au cours de cette journée, 6 177 obus d'artillerie sont lancés et près de 9 tonnes de poudre consommée. Vers 19 h, un obus français explose dans la cour de la forteresse, provoquant l'ignition d'une traînée de poudre laissée par un baril mal fermé durant son transport entre le château et le bastion. Un baril explose, provoquant l'explosion en chaîne des autres barils et des cartouches de l'infanterie, entreposés dans le Château. L'effet est dévastateur : les conséquences de cette explosion qui détruit le château fort ainsi qu’une partie des remparts sont encore visibles de nos jours. 
Près de 500 hommes (dont 200 artilleurs) trouvent la mort dans cette explosion. Les dégâts matériels sont très importants. Lors de l'explosion, de grands blocs de pierre sont projetés jusque sur les tranchées françaises, blessant et tuant quelques soldats. Certaines armes de gros calibre sont jetées hors de leur position. Une partie du bourg d'Almeida disparaît, tandis que le reste est très endommagé (seules 6 maisons ont conservé leur toit). Il reste 4 000 hommes pour la défense de la place mais seulement 39 barils de poudre, une centaine de projectiles et près de 600 000 cartouches pour les mousquetons (150 tirs par homme). Seuls 200 artilleurs ont survécu à l'explosion. Les conditions sont manifestement insuffisantes pour tenir les Français loin des murailles, mais Cox décide de prolonger la résistance aussi longtemps que possible.   
À 9 h le 27 août, un émissaire de Masséna se rend à la forteresse pour parlementer avec Cox et le convaincre de se rendre. Cox accepte d'envoyer une délégation auprès du maréchal français, afin de connaître les conditions rendant possible une capitulation. Pendant ce temps, quelques officiers portugais faisant partie de l'état-major de Masséna — notamment le général marquis d'Alorna et le général Pamplona — s'approchent des murailles et parviennent à parler avec certains officiers et soldats. Ils leur conseillent de se rendre, prétendant que Wellington fera avec eux ce qu'il a fait à Ciudad Rodrigo (Wellington n'est pas venu au secours de la ville, car son armée étant numériquement inférieure à l'armée française, il n'a pas voulu risquer une bataille en terrain ouvert). Le découragement qui s'est emparé de nombre d'entre eux après l'explosion des poudrières les amène à prêter l'oreille aux propos des officiers français. 
Pour rencontrer Masséna, le major d'artillerie Fortunato José Barreiros et le capitaine Pedro de Melo sont désignés. Le major Barreiros refuse de rentrer à Almeida. Il va même jusqu'à raconter aux Français les difficultés vécues par la place. Les conditions que Cox pose à sa reddition ne sont pas acceptées par Masséna et le 27 vers 19 h les bombardements reprennent.
Le second commandant de la place, Costa e Almeida, accompagné de quelques officiers portugais, annoncent au gouverneur Cox qu'ils considèrent toute résistance vaine et que, dans ces conditions, il faut réunir un conseil de guerre afin d'analyser la situation et étudier la nouvelle proposition à faire à Masséna. Cox n'a pas d'autre choix que de réunir ce conseil. Cette même nuit, entre le 27 et 28 août, une proposition de reddition est envoyée au commandant en chef de l'armée française. Vers 23 h la capitulation est annoncée. 
Les termes de la reddition prévoient que les troupes régulières seront envoyées en France comme prisonniers de guerre et que les militaires des trois régiments de miliciens seront autorisés à rentrer chez eux après s'être engagés à ne plus prendre part à cette guerre. La garnison quitte la place le 28 au matin. L'accord de capitulation est aussitôt rompu. Masséna charge le marquis d'Alorna et le général Pamplona de les convaincre d'entrer au service de la France. Aux officiers, il promet le même poste. Presque toute la troupe régulière et près de 600 miliciens acceptent. Alorna parvient à organiser une brigade de trois bataillons qui prend le nom de Seconde Légion Portugaise. Cependant, la grande majorité des hommes, officiers inclus, désertent dans les trois jours qui suivent, parfois par groupe de 200 à 300. Ceux que les Français parviennent à garder prisonniers sont envoyés en France avec Cox et les officiers qui ont refusé les offres d'Alorna.   
Pour Wellington, ces désertions sont un motif de préoccupation car le doute subsiste alors sur la fidélité de ces officiers et soldats. Ils seront néanmoins réintégrés à leur poste dans l'armée après une proclamation de la Régence. Quant aux officiers qui ont poussé Cox à la capitulation et au major Barreiros qui a déserté, leurs noms seront ajoutés à ceux ayant rejoint l'état-major de Masséna durant cette campagne, dans l'accusation présentée au tribunal militaire (Junta de Inconfidência). Tous seront jugés coupables de trahison et condamnés à mort le 22 décembre 1810. Seuls deux officiers sont capturés et exécutés : João de Mascarenhas, adjudant de camp du marquis d'Alorna, ainsi que Costa e Almeida, second commandant d'Almeida. 
Durant le siège, la garnison perd près de 600 hommes, la plupart durant l'explosion des poudrières. Côté français, on compte 58 morts et 320 blessés, dont certains atteints par des pierres durant l'explosion. Cette victoire ouvre la route de Lisbonne à Masséna. Avant un mois, il doit tout de même affronter l'armée de Wellington à la bataille de Buçaco.

## Mémoire de la bataille
La victoire d'Almeida est gravée sur le pilier Ouest-gauche de l'Arc de triomphe de Paris en regardant l'avenue de la Grande-Armée.
À Almeida même, les ruines excavées du château se visitent ainsi que la tombe de l'officier anglais John Beresford tué lors du siège de Ciudad Rodrigo en 1812.